# Lutz Modes
Lutz Modes (* 19. Dezember 1944 in Dresden) war ein deutscher Unternehmer und Generaldirektor des VEB Schwermaschinenbaukombinats „Karl Liebknecht“ Magdeburg.

## Leben
Nach Grund- und Oberschule absolvierte Modes eine Ausbildung zum Maschinenbauzeichner. 1959 trat er der FDJ bei. Von 1964 bis 1970 studierte er an der Bergakademie Freiberg Werkstofftechnik und Metallformung. Das Studium schloss er als Diplom-Ingenieur für Metallurgie ab. Er arbeitete dann zwischen 1970 und 1975 als Metallurge und Mitarbeiter des Betriebsdirektors im VEB Preß- und Schmiedewerke „Einheit“ in Brand-Erbisdorf. 1972 trat er der SED bei. Nachdem er 1976/1977 als wissenschaftlicher Mitarbeiter des Betriebsdirektors tätig gewesen war, war er 1977 und 1978 als Direktor für Technik tätig. 1978/1979 absolvierte er ein Studium an der Bezirksparteischule der SED in Mittweida. 1980 promovierte er zum Dr.-Ing. Er wurde dann 1980 Direktor für Produktion und erster Stellvertreter des Betriebsdirektors, bis er schließlich 1984 Betriebsdirektor wurde.
Im Oktober 1985 wurde er als Nachfolger von Lothar Schiffel Generaldirektor des VEB Schwermaschinenbaukombinats „Karl Liebknecht“ Magdeburg mit Sitz im Magdeburger Stadtteil Salbke und war zugleich Betriebsdirektor des Salbker Werks. Im Frühjahr 1990 übernahm er den Vorstandsvorsitz der SKL Motoren- und Systemtechnik AG Magdeburg, dem Nachfolgeunternehmen des Kombinats. Auf Vorschlag des DDR-Ministerpräsidenten Lothar de Maizière wurde Modes am 5. Juli 1990 von der Volkskammer in den Verwaltungsrat der Treuhandanstalt gewählt. Diese Funktion übte er bis zum 16. November 1990 aus.
Nach der Gründung des Verbands der Metall- und Elektroindustrie Sachsen-Anhalt am 17. April 1990 wurde Modes stellvertretender Vorsitzender des Verbandes und übernahm nach dem Ausscheiden des Vorsitzenden Klaus Oberländer dann den Vorsitz.
In der Nachwendezeit war er als Geschäftsführer der Gesellschaft für Aus- und Fortbildung in Hoyerswerda mbH tätig.